# Bombay Talkies
Ne doit pas être confondu avec Bombay Talkie ou Bombay Talkies (film, 2013).
The Bombay Talkies Limited est un studio de cinéma et une société de production indiens actifs de 1934 à 1954.
Fondé par le cinéaste Himanshu Rai et son épouse l'actrice Devika Rani, c'est l'un des principaux studios de Bombay dans les années 1930 et 1940. Réputé pour sa bonne organisation, la qualité de son matériel et la compétence de ses techniciens, c'est aussi une pépinière de talents artistiques qui offre leur première chance à des acteurs qui deviendront des stars tels qu'Ashok Kumar, Dilip Kumar ou Madhubala. Parmi la cinquantaine de films réalisés à Bombay Talkies, nombreux sont ceux qui connaissent le succès comme Jawani Ki Hawa (1935), Jeevan Naiya (1936), Achhut Kanya (1936), Vachan Kangan (1939), Bandhan (1940), Naya Sansar (1941), Kismet (1943), Ziddi (1948) ou Mahal (1949).

## Apprentissage en Europe
Issu d'une riche famille bengali, Himanshu Rai, après des études de droit, part pour Londres où il collabore avec le scénariste Niranjan Pal, puis s'installe en Allemagne. C'est là que, dans les studios de l'Emelka Film Company et de l'UFA, il coproduit trois films, The Light of Asia (1925), Shiraz (1928) et A Throw of Dice (1929), qui connaissent le succès en Europe mais pas en Inde bien que l'action y soit située. Il fait également la connaissance de l'actrice indienne Devika Rani qu'il épouse en 1929.
Il fonde à Bombay la société de production Himansurai Indo-International Talkies Ltd. en septembre 1931. Cette société anonyme, qu'il contrôle en étant son managing agent, lui permet de coproduire Karma qui sort en 1933 sur les écrans britanniques. En effet, les difficiles restructurations de l'UFA alors en cours à l'époque ne lui ont pas laissé la possibilité de produire son quatrième film en Allemagne, et il a dû se tourner vers l'Angleterre. Karma connaît le même sort que les films précédents : succès en Europe et échec en Inde.

## Fondation de Bombay Talkies
Ce constat amène Himanshu Rai et Devika Rani à rentrer en Inde pour fonder le studio Bombay Talkies en juin 1934. Le capital initial d'un montant de 2,5 millions de roupies de cette nouvelle société anonyme cotée, officiellement nommée The Bombay Talkies Ltd., est fourni par de riches hommes d'affaires indiens. Les studios s'installent à Malad dans la banlieue de Bombay, dans la résidence d'été d'F.E. Dinshaw, un magnat de la finance. Ce dernier loue sa propriété pour une somme modique et participe au conseil d'administration composé de membres éminents du monde des affaires et de la politique : F.E. Dinshaw, Chimanlal Sitalvad, Sir Chunilal Mehta, Sir Phiroze Sethna, Sir Richard Temple et Cowasjee Jehangir. Sir Richard Temple devient le président-directeur général mais la société est contrôlée par Himansurai Indo-International Talkies Ltd. qui en est le managing agent, et donc indirectement par Himanshu Rai lui-même.
Il fait venir d'Europe des réalisateurs et des techniciens ainsi que le matériel le plus moderne. S'inspirant de ce qu'il a observé en Allemagne, Himanshu Rai organise Bombay Talkies avec rigueur. Il y installe une salle de projection, des loges, des salles de répétition, des laboratoires modernes de développement, de mixage, de montage et de synchronisation où la température, l'humidité et la poussière sont maîtrisées. Travailleur acharné, il veille à tous les détails, s'assurant de la formation du personnel de même que de son bien être : il fonde une école pour les enfants du personnel et installe une cantine dans laquelle tout le monde mange côte à côte quelle que soit sa fonction ou sa caste. La qualité de sa gestion, de son équipement et de son personnel, permettent à Bombay Talkies, une des rares sociétés anonymes cotées de cinéma en Inde, de faire des bénéfices dès sa troisième année de fonctionnement et de se développer jusqu'à compter 400 membres dans son personnel.

## Réunion de talents

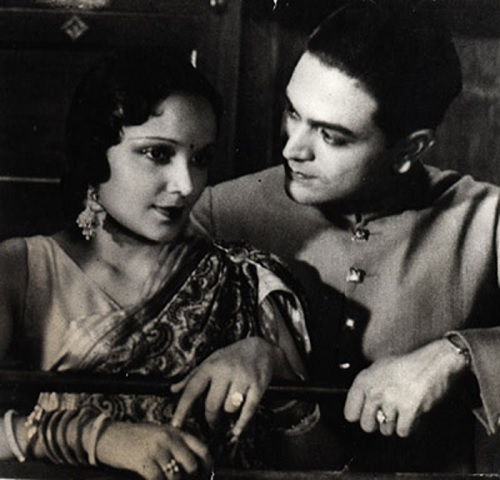
Devika Rani et Najmul Hasan dans Jawani-Ki-Hawa

Ayant apprécié leurs compétences en Europe, Himanshu Rai attire en Inde le réalisateur Franz Osten, le cameraman Joseph Wirsching, le décorateur Karl von Spretti et l'ingénieur du son Len Hartley. Il s'adjoint également des talents indiens tels Shashdhar Mukherjee, un physicien qui devient ingénieur du son puis producteur, ou encore le scénariste Niranjan Pal qui quitte les studios dès 1936 après avoir publié des articles fustigeant le manque d'ambition artistique de la profession et la présence de personnel étranger. La bonne réputation de l'entreprise facilite les recrutements de valeur : les réalisateurs N. R. Acharya, Najam Naqvi et M. I. Dharamsey, le directeur de la photographie R. D. Mathur.

## Acteurs
L'actrice vedette des studios est Devika Rani, découverte dans Karma ; elle joue dans de nombreux films réalisés par Bombay Talkies tels Jawani-Ki-Hawa, Jeevan Nayya, Achhut Kanya, Savitri, Jeevan Prabhat, Durga, Vachan, Nirmala et Izzat. D'autres actrices célèbres sont également sous contrat, Renuka Devi, Snehprabha Pradhan et Leela Chitnis.

Ashok Kumar commence comme technicien et obtient son premier rôle de façon inopinée en 1936. Après que l'acteur principal de Jeevan Naiya se soit enfui avec sa partenaire qui n'est autre que Devika Rani, les studios cherchent à le remplacer au plus vite. Ashok Kumar fait un essai qui s'avère concluant et obtient le rôle aux côtés de Devika Rani, revenue de son escapade amoureuse. Le film a du succès et les deux acteurs tournent ensemble à plusieurs reprises, formant l'un des couples les plus appréciés des années 1930. C'est aussi le début de la carrière d'Ashok Kumar qui devient la première superstar du cinéma indien.

Quelques années plus tard, deux autres célébrités font également leurs premiers pas grâce à Bombay Talkies, Madhubala encore enfant dans Basant en 1942 puis Dilip Kumar découvert par Devikia Rani et dont le premier film, Jwar Bhata, sort en 1944 mais passe totalement inaperçu.

## Films notables

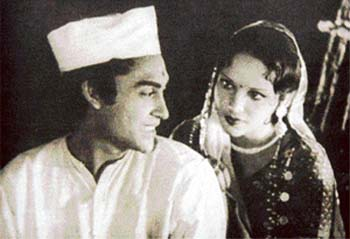
Ashok Kumar et Devika Rani dans Achhut Kanya

Plusieurs films réalisés à Bombay Talkies ont un succès notable et marquent leur époque.
Ainsi, Achhut Kanya (1936) réalisé par Franz Osten sur un scénario de Niranjan Pal, en racontant les amours malheureuses d'un brahmane (Ashok Kumar) avec une intouchable (Devika Rani), aborde un sujet délicat en Inde et est considéré comme un film progressiste.
Le scénario écrit par K.A. Abbas pour Naya Sansar (1941) réalisé par N. R. Acharya, met en scène un jeune journaliste de gauche (Ashok Kumar) qui lutte sans relâche pour la défense de ses idées et pour obtenir la main de celle qu'il aime (Renuka Devi).
Kismet (1943), écrit et réalisé par Gyan Mukherjee a pour personnage principal un petit voleur (Ashok Kumar) qui tombe amoureux d'une jeune fille contrainte par la pauvreté à devenir danseuse. Pour la première fois en Inde, un film met en vedette un personnage de vagabond au grand cœur qui fera la célébrité de Raj Kapoor quelques années plus tard. De plus, il aborde le thème de « la famille séparée puis réunie », récurrent dans le cinéma indien. Malgré les restrictions imposées par la guerre, c'est le plus gros succès commercial de Bombay Talkies, restant à l'affiche pendant trois ans à Calcutta.
La fin des années 1940 voit les derniers succès de Bombay Talkies avec Ziddi (1948) réalisé par Shahid Latifi qui lance la carrière de Dev Anand puis Mahal, écrit et dirigé par Kamal Amrohi, qui réunit Ashok Kumar et Madhubala et permet à la jeune chanteuse de playback, Lata Mangeshkar, de connaître un de ses premiers succès.

## Déclin et fermeture

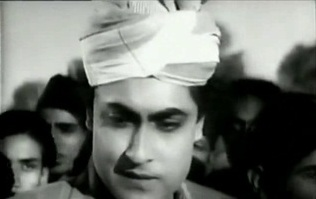
Ashok Kumar dans Kismet

Les premières difficultés arrivent avec la Deuxième Guerre mondiale. En effet, les autorités britanniques ordonnent l'arrestation immédiate des techniciens allemands, fer de lance de la société. Mais les Indiens se sont formés à leur contact et, après une brève interruption, les activités reprennent. Épuisé nerveusement par son travail acharné, Himanshu Rai meurt le 19 mai 1940. La direction des studios est alors confiée à Devika Rani qui met en place deux unités de production, l'une dirigée par Amiya Chakrabarty et l'autre par Shashdhar Mukherjee. Ce dernier ne tarde pas à entrer en conflit avec la direction et quitte Bombay Talkies en 1943 entraînant avec lui une quinzaine d'autres employés, dont Ashok Kumar, avec lesquels il fonde un autre studio, Filmistan. Ces départs ébranlent durement Bombay Talkies qui enchaîne les flops.
S'étant mariée au peintre russe Svetoslav Roerich en 1945, Devika Rani s'installe dans une vallée himalayenne et vend ses parts à Shiraz Ali Hakim qui s'établit au Pakistan après la partition (1947) et cède l'entreprise à un magnat du coton Gobindram Sakesria. Le manager qu'il met en place réussit à faire revenir Ashok Kumar et quelques autres vétérans ce qui amène une embellie. Mais celle-ce est de courte durée car l'acteur part de nouveau en 1950. La société est transformée en coopérative mais les difficultés persistent bien que certains acteurs lui devant leur célébrité, Ashok Kumar, Dev Anand, Meena Kumari et d'autres, viennent parfois à son aide en jouant gratuitement. Peu après la sortie de Badban (1954) Bombay Talkies est acheté par un financier, Tolaram Jalan, dont la première décision est d'en fermer définitivement les portes.

Si les désaccords internes, les changements accélérés de propriétaires, les départs et les retours à répétitions expliquent en partie le déclin de Bombay Talkies, il faut préciser que le contexte général est également défavorable. En effet, à partir des années 1940, de nombreux producteurs indépendants s'installent, enrichis par les profits de guerre. Ils offrent des cachets importants aux acteurs qui deviennent les pivots de l'industrie cinématographique indienne, signant la fin de l'ère des studios et donnant naissance au star system toujours en vigueur en Inde.

## Productions
- 1935 : Jawani Ki Hawa de Franz Osten
- 1936 : Achhut Kanya de Franz Osten
- 1936 : Janmabhoomi de Franz Osten
- 1936 : Jeevan Naiya de Franz Osten
- 1936 : Mamta et Miya Biwi de Franz Osten
- 1937 : Izzat de Franz Osten
- 1937 : Jeevan Prabhat de Franz Osten
- 1937 : Prem Kahani de Franz Osten
- 1937 : Savitri de Franz Osten
- 1938 : Bhabhi de Franz Osten
- 1938 : Nirmala de Franz Osten
- 1938 : Vachan de Franz Osten
- 1939 : Durga de Franz Osten
- 1939 : Kangan de Franz Osten
- 1939 : Navjeevan de Franz Osten
- 1940 : Azad de N. R. Acharya
- 1940 : Bandhan de N. R. Acharya
- 1940 : Punar Milan de Najam Naqvi
- 1941 : Anjaan de Amiya Chakrabarty
- 1941 : Jhoola de Gyan Mukherjee
- 1941 : Naya Sansar de N. R. Acharya
- 1942 : Basant de Amiya Chakrabarty
- 1943 : Hamari Baat de M. I. Dharamsey
- 1943 : Kismet de Gyan Mukherjee
- 1944 : Char Ankhen de Sushil Majumdar
- 1944 : Jwar Bhata de Amiya Chakravarty
- 1945 : Pratima de P. Jairaj
- 1946 : Milan de Nitin Bose
- 1947 : Nateeja de Najam Naqvi
- 1947 : Noukadubi de Nitin Bose
- 1948 : Majboor de Nazir Ajmeri
- 1948 : Ziddi de Shaheed Latif
- 1949 : Mahal de Kamal Amrohi
- 1950 : Samar de Nitin Bose
- 1950 : Sangram de Gyan Mukherjee
- 1950 : Mashaal de Nitin Bose
- 1952 : Maa de Bimal Roy
- 1952 : Tamasha de Phani Majumdar
- 1954 : Badban de  Phani Majumdar